# MILAN
Il MILAN (acronimo del francese Missile d´Infanterie Léger ANtichar ovvero missile anticarro per fanteria leggera) è un missile anticarro a medio raggio sviluppato a partire dal 1962 da Euromissile, una joint-venture tra la francese Aérospatiale e la tedesca Deutsche Aerospace, una sussidiaria del gruppo Messerschmitt-Bölkow-Blohm GmbH (MBB). La produzione in serie del missile è incominciata nel 1972 ed è tuttora in corso.

## Storia
Il MILAN venne fornito nel 1973 inizialmente all'esercito francese per rimpiazzare l'ENTAC, un missile anticarro di prima generazione che oramai risultava obsoleto, sebbene oggi risulti ancora impiegato dalle forze armate di 41 paesi.
Con più di 350000 unità (di almeno tre versioni diverse) prodotte alla data del 2006, e l'ampio numero di paesi utilizzatori, questo missile anticarro è divenuto il sistema d'arma di maggior successo commerciale nella sua categoria.
È un missile di superficie che viaggia a velocità subsonica con una gittata tipica di 2 km (coperta in 12,5 secondi) e una capacità di penetrazione - su corazza d'acciaio - compresa tra i 350 (95% di probabilità di successo) e i 900 mm, e di 2,5 metri su un muro di cemento armato.
L'utilizzo più frequente è quello di fanteria in installazioni a treppiede, meno frequentemente veicolari. Il missile sovietico AT-4 Spigot, sviluppato negli stessi anni, è quasi identico al MILAN e vi furono molte speculazioni sul fatto che potesse essere un clone del missile franco-tedesco.

## Caratteristiche
Il missile consiste di un ordigno dotato di alette ripiegabili che lo rendono più compatto rispetto ai missili di prima generazione (come il tedesco Cobra), ed è protetto da un tubo di lancio sigillato, che lo difende da sabbia, polvere, umidità, calore, e ne riduce la sensibilità agli urti. Il missile è montato usualmente su un treppiede speciale, con un congegno di puntamento laterale.
A differenza dei missili precedenti non è possibile collegare più lanciamissili a un unico congegno di sparo, e il sistema di guida, essendo il missile filoguidato, non può essere disgiunto da quello di tiro, per cui il lancio del missile rivela immediatamente la posizione del lanciatore, con i rischi conseguenti.
Il MILAN è dotato di testata HEAT. Si tratta di una testata a carica cava ovvero dotata di un'ogiva allungata che garantisce una distanza di stand-off ottimale per la formazione, con l'esplosione della carica, di un getto di plasma ad altissima temperatura e velocità. Il getto di plasma esercita sul bersaglio una pressione di migliaia di chilogrammi per cm2 garantendo al missile una capacità di penetrazione molto alta.

### Varianti
- Milan F1: 1 carica, carica cava (1972) calibro 103 mm, tracciante pirotecnico.
- Milan F2: 1 carica, carica vuota (1984) calibro 115 mm, tracciante pirotecnico.
- Milan F2A: 2 cariche cave in tandem (1993), tracciante pirotecnico.
- Milan F3: 2 cariche cave in tandem, lampeggiante.
- Milan ER: missile a lungo raggio a 3000 m, letalità potenziata.

### Sistema di guida

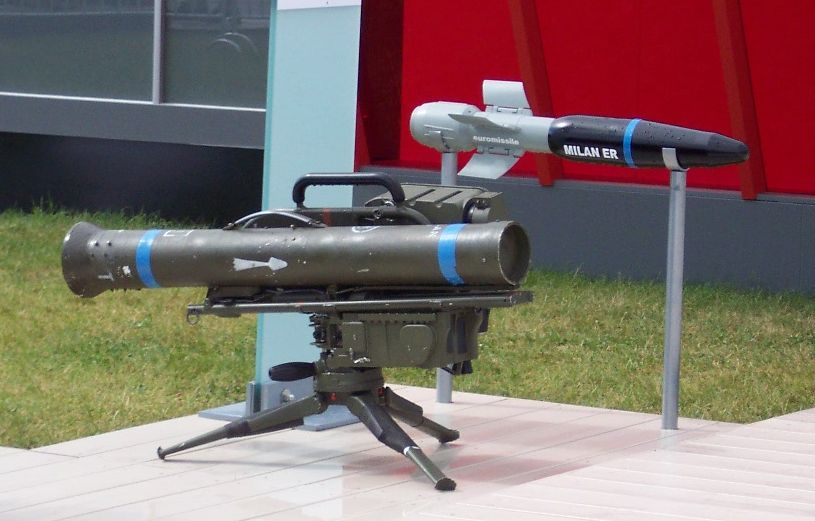
Lanciamissili MILAN. Si noti la freccia sul tubo di lancio, che indica la direzione di montaggio sul treppiede.

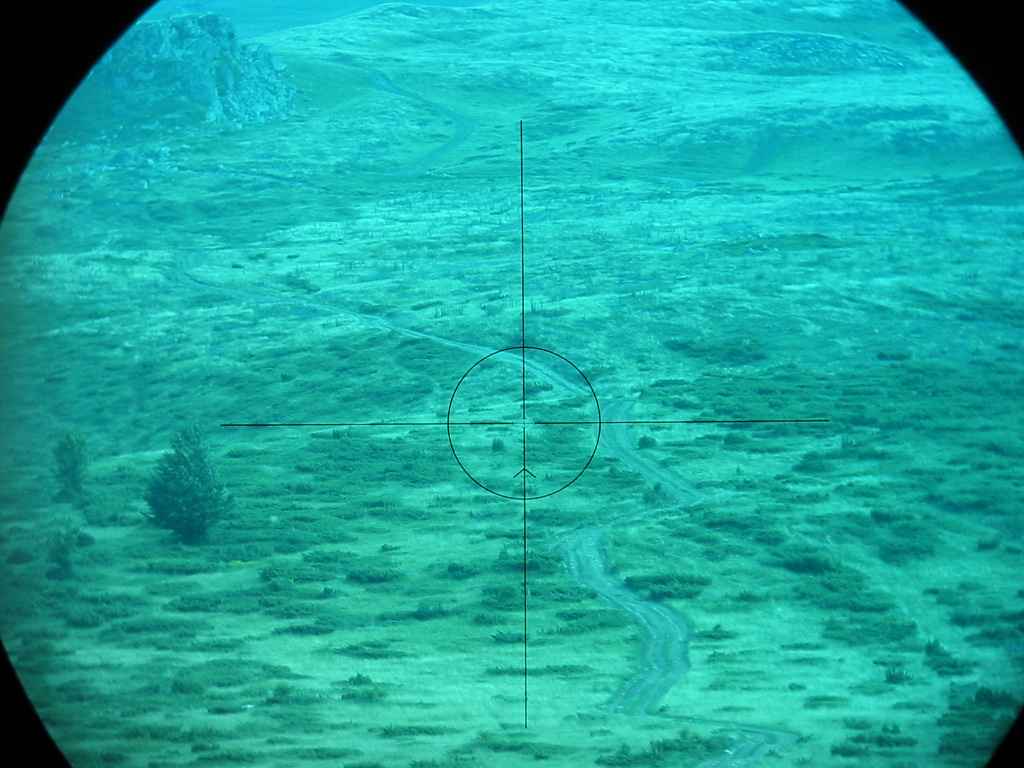
Il sistema basico di puntamento, diurno, del MILAN

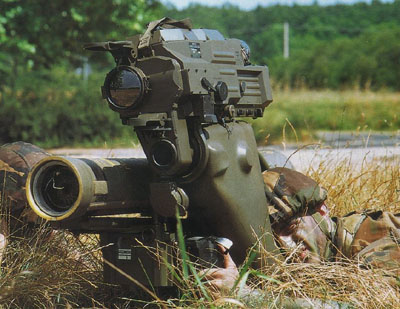
Sistema CC Milan

Il sistema di guida è semiautomatico filoguidato a linea di mira (SACLOS). Questo significa che le correzioni di rotta durante il volo del missile sono calcolate da un computer che ottiene i dati di volo dall'operatore che punta il bersaglio con il congegno ottico di mira per tutta la durata del volo. Il congegno di mira ottiene le informazioni grazie a un sensore a infrarossi che capta la traccia del bengala sulla parte posteriore del missile e le fornisce al computer del lanciatore che calcola le correzioni e le trasmette all'ordigno tramite un filo sottile che quest'ultimo ha rilasciato durante il volo.

Al momento dello sparo, la carica di lancio fa rinculare subito il tubo del lanciatore, liberando la rampa, e il missile in volo accelera dispiegando le alette e raggiungendo i 720 km/h di velocità media. Mentre il sistema di guida capta la traccia a infrarossi, le quattro alette del missile impongono una lenta rotazione stabilizzatrice in coda, ma realizzano anche le opportune variazioni di assetto comunicate dal sistema di guida per portare il missile sul bersaglio.
Grazie a questo tipo di guida il MILAN offre una gittata minima inferiore a quella dei missili di prima generazione (25 m contro 300–500 m). Il rischio di scoperta rispetto a questi sistemi è accresciuto, ma le probabilità rimangono relativamente basse fino a distanze maggiori di 800 m.
Nella versione MILAN 2 la guida è passata a una fonte del tipo lampada a flash elettronici, meno vulnerabile alle contromisure d'inganno (flare) dei carri armati.
Un sistema di guida termica opzionale per l'impiego notturno, il MIRA, fu sviluppato a partire dagli anni ottanta, quando lo standard, rimasto a lungo in auge, era di usare di notte mortai con bengala, come nel caso dell'esercito inglese. Questo tipo di camere termiche sono indipendenti dal sistema di tiro, ma necessitano di circuiti raffreddati a bassa temperatura, oltre a essere pesanti e molto costose almeno nelle prime versioni cosa che ne limitò l'utilizzo. La camera MIRA attualmente prodotta da Thales per questo sistema d'arma ha una portata di scoperta di 4 km.

Il sistema di guida termica sviluppato per l'ultima versione del missile (MILAN 3) si chiama MILIS e migliora le prestazioni di quello precedente portando la portata di scoperta a 7 km e quella di identificazione a 3 km.

### Funzionamento
Il missile con il proprio contenitore di lancio viene inserito e bloccato sul lanciatore. Premendo il pulsante di sparo si genera l'impulso elettrico che attiva la batteria termica della scatola di giunzione alimentando il lanciatore. In seguito all'alimentazione del lanciatore, l'elettronica di guida dà inizio alla sequenza di lancio. Dopo circa un secondo avviene lo stoccaggio del missile dal proprio contenitore, e di conseguenza l'attivazione del generatore dei gas di lancio e del motore di partenza del missile, che imprimono una spinta allo stesso verso il vivo di volata del contenitore. Il rinculo prodotto dall'uscita del missile, provoca l'espulsione all'indietro del contenitore di lancio vuoto dalla rampa fino a una distanza di circa 6 m. Durante il volo, il missile si mantiene a una quota di 50 cm rispetto alla linea di mira, questo per evitare impatti accidentali con le asperità del terreno. Dalla parte posteriore del missile due tracciatori (giorno – notte) emettono una radiazione IR che, rilevata dal congegno di puntamento e rilevamento viene trasmessa all'elettronica di guida sotto forma di segnale elettrico. L'elettronica di guida elabora detto segnale, e in caso di errore di traiettoria emette i segnali di correzione da inviare al missile mediante i fili guida. L'elettronica di bordo del missile, ricevuti i segnali di correzione, li invia al coltello intercettore di getto (organo di guida) per la correzione della traiettoria.

### Impiego e obiettivi

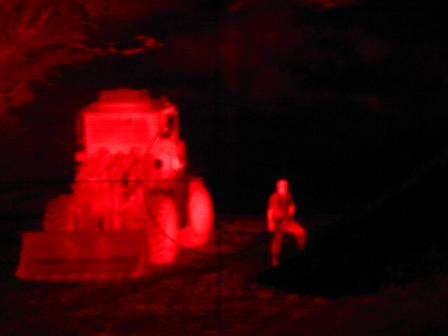
La camera MIRA ad immagine termica consente l'osservazione e il tiro notturno

Il MILAN trova il suo impiego prevalente nella fanteria motorizzata e meccanizzata, ma la relativa leggerezza ne ha permesso l'uso anche da parte di paracadutisti e marine.
In genere il missile viene trasportato da veicoli leggeri fuoristrada tipo jeep o hummer. La ridotta gittata lo rende inadatto per i mezzi corazzati leggeri, ma per la sua compattezza ha trovato un limitato impiego anche su veicoli di questo tipo come il Marder e il Wiesel tedeschi.
Teoricamente quest'arma può ingaggiare qualunque obiettivo fisso o mobile entro il suo raggio d'azione, e alcune forze armate ne hanno sperimentato l'uso contro gli elicotteri, malgrado la relativa lentezza non garantisca una buona efficacia come missile superficie-aria. La velocità massima è di 200 m/s (720 km/h) ma quella media si attesta sui 160 m/s (570 km/h) in quanto il motore a razzo smette di funzionare pochi secondi dopo il lancio. A quel punto l'arma ha una velocità residua di poco superiore ai 100 m/s, per cui anche senza la limitazione offerta dalla lunghezza del filo, non potrebbe volare oltre di molto senza stallare e cadere.

## Radioattività
Le prime generazioni di missili MILAN contengono circa 2,7 grammi di torio radioattivo (10 kBq) che viene rilasciato durante il volo e l'esplosione del missile.
Il torio viene utilizzato per produrre la traccia a infrarossi che consente alla stazione di tiro di localizzare la posizione del missile dopo il lancio. Dal 2001 l'esercito tedesco ha adottato misure protettive per raccogliere i riscaldatori ad incandescenza e vietato l'uso agricolo delle aree bersaglio. Uno studio sull'impatto ambientale della base militare di Shilo a Manitoba, Canada, nella quale sono stati utilizzati i sistemi MILAN, ha evidenziato un contenuto elevato, ma inferiore al limite, del torio 232 nelle acque sotterranee e ha raccomandato che i missili MILAN non dovessero essere più utilizzati.
L'Associazione dei medici internazionali per la prevenzione delle armi nucleari (IPPNW) ha valutato rischi a lungo termine nell'uso dei missili MILAN quali cancro ai polmoni e danni genetici.
Le nuove versioni del missile (dal 1999) dovrebbero non utilizzare il torio.

## Servizio

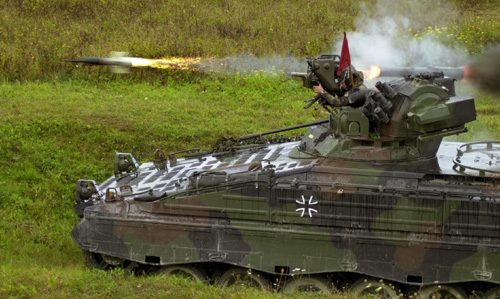
Un Marder lancia un missile MILAN. Il veicolo è stato aggiornato in numerosi esemplari con la dotazione di un singolo lanciamissili, per ottenere una capacità basica anticarro altrimenti assente. Il sistema di lancio è ad azionamento manuale, con l'operatore parzialmente esposto e il tubo rinculante con lo sparo dell'arma.

L'efficacia di quest'arma è stata verificata in molti conflitti come la Guerra delle Falkland, dove la sua precisione e letalità contribuirono significativamente alla vittoria inglese nella battaglia di Goose Green. I bunker di cemento argentini non erano i bersagli intesi per l'arma, ma nondimeno vennero tutti neutralizzati.
Il MILAN è stato utilizzato estensivamente anche in Nord Africa in particolare dalla guerriglia ciadiana e sahrawi durante le imboscate tese rispettivamente contro i libici e i marocchini.
In Medio Oriente, il missile è stato impiegato contro gli israeliani dall'OLP e altri gruppi combattenti in più occasioni, a partire almeno dal 1982. Un altro impiego fu quello iracheno nel corso della Guerra Iran-Iraq. E ancora in Iraq, nel 1991, durante la prima Guerra del Golfo, le forze francesi usarono in combattimento 25 missili di questo tipo.
L'impiego mondiale, nel primo decennio di produzione, fu tale che nel 1984 erano stati già prodotti e ordinati oltre 164000 missili da trenta diversi paesi situati in Europa, Asia e Africa.
In Italia, l'esercito lo ha largamente impiegato, e alcuni MILAN sono stati adottati anche dal battaglione San Marco della Marina Militare e dalla Brigata paracadutisti "Folgore". Il quantitativo ordinato dall'Esercito Italiano è stato particolarmente ingente per una forza armata solitamente passante come pesantemente sotto-equipaggiata: ben 1000 lanciamissili e 30000 missili. L'ordine, per un valore totale di diverse decine di milioni di euro, è stato in parte completato, con la fornitura complessiva di 716 lanciamissili e 17000 missili. Il costo, nel 1990, era valutato in 4 milioni di lire per unità.
Nonostante il grande successo, già nei primi anni novanta c'erano dubbi sull'efficacia della testata contro le corazze frontali dei carri sovietici, per non parlare di quelle dei mezzi occidentali, per cui venne prodotta una nuova generazione del missile (MILAN 3), con testate HEAT in tandem capaci di quasi raddoppiare la capacità di perforazione dell'arma.
I MILAN 3 sono ancora in produzione a dieci anni dall'entrata in servizio e sono largamente diffusi. Attualmente sono 41 le nazioni che impiegano questo tipo di missile, oltre a vari movimenti di resistenza e guerriglia come il Fronte Polisario e l'ala militare di Hezbollah.
I successori, come il missile Trigat-MR, sono già disponibili da qualche anno, ma i costi e la minore importanza dei combattimenti controcarro nella guerra moderna, non fanno ipotizzare lo stesso successo commerciale incondizionato del MILAN.

### Attuali paesi utilizzatori
- Afghanistan
- Armenia
- Brasile
- Belgio
- Ciad
- Cipro
- Estonia
- Egitto
- Francia
- Germania
- Grecia
- India
- Iraq
- Italia
- Kenya
- Libano
- Libia
- Macedonia del Nord
- Mauritania
- Messico
- Marocco
- Pakistan
- Portogallo
- Qatar
- Sudafrica
- Spagna
- Siria
- Tunisia
- Turchia
- Ucraina
- Uruguay
- Yemen